# Marila dolichandra
Marila dolichandra är en tvåhjärtbladig växtart som beskrevs av José Cuatrecasas. Marila dolichandra ingår i släktet Marila och familjen Calophyllaceae. Inga underarter finns listade i Catalogue of Life.